# Eishockey-Eredivisie (Niederlande)
Die Eishockey-Eredivisie war von 1945 bis 2015 die höchste Spielklasse im niederländischen Eishockey. Unterhalb der Eredivisie wurde die Eerste divisie ausgetragen.

## Geschichte
Nach dem Zweiten Weltkrieg wurde die Liga mit damals nur drei teilnehmenden Teams gegründet, Meister in der ersten Spielzeit 1945/46 wurde der HHIJC Den Haag. Zwischen 1949 und 1964 setzte der Spielbetrieb komplett aus, dann folgte ein Neuanfang. Im Laufe der nächsten Jahre wurde die Liga immer wieder um weitere Teams aufgestockt, den Höhepunkt mit zehn teilnehmenden Teams wurde erstmals in der Saison 1971/72 erreicht. Da Eishockey in den Niederlanden nicht zu den populärsten Sportarten, wie zum Beispiel Fußball, gehört, schwankte die Anzahl der Teams aufgrund wirtschaftlicher Probleme bis zum heutigen Tage jedoch stark. Den letzten Höhepunkt mit zehn Teams erreichte man in der Saison 1993/94, der absolute Tiefpunkt der letzten Jahre wurde 2003/04 erreicht, als nur vier Vereine am Ligabetrieb teilnahmen. Rekordmeister der Liga sind die Tilburg Trappers mit fünfzehn Meistertiteln.
In den Spielzeiten 2010/11 und 2011/12 wurde gemeinsam mit den Mannschaften der Eishockey-Eredivisie (Belgien) der North Sea Cup ausgespielt. 2012 wurde dieser nach nur zwei Jahren wieder abgeschafft, dafür konnten dann auch belgische Mannschaften an der niederländischen Eredivisie teilnehmen. Nach dem Ende der Saison 2014/15 wurde die Ehrendivision, ebenso wie ihr belgisches Pendant, aufgelöst und in eine gemeinsame Spielklasse, die BeNe League, zusammengeführt. An dieser nahmen in der ersten Spielzeit zehn niederländische und sechs belgische Teams teil.
Seither trägt die unter der BeNe-League rangierende höchste rein niederländische Spielklasse die Bezeichnung Eredivisie.

## Modus
Zu Beginn spielten die Teams in einer regulären Saison gegeneinander, die besten vier Vereine nach Ende der Saisonspiele trafen in Play-offs zuerst in einem Halbfinale, dann im Finale in einer Best-of-Five-Serie aufeinander, um den Meistertitel auszuspielen.
Parallel zur Saison fand mit dem Challenge Cup zudem ein Pokalwettbewerb statt, in dem die Teams der Eredivisie und der nächsttieferen Liga, der Eerste divisie, teilnehmen.

## Teilnehmer und Meister der Eredivisie von 1945 bis 2015
In den insgesamt 55 Spielzeiten der Eredivisie nahmen 26 Vereine mit 27 Mannschaften (1947/48 waren zwei Mannschaften von Hijs Hokij Den Haag beteiligt) teil. Lediglich die Tilburg Trappers gehörten durchgängig der Ehrendivision an. Mit 15 Meistertiteln waren sie auch der erfolgreichste Klub. Daneben kamen auch Hijs Hokij Den Haag (10×), die Nijmegen Devils (9×), die Heerenveen Flyers (7×), die Amstel Tijgers Amsterdam (6×), die Rotterdam Panda’s (3×), die Utrecht Rheem Racers (2×) sowie Eaters Geleen, S.IJ. Den Bosch und GIJS Groningen (je 1×) zu Meisterehren. Neben Klubs aus den Niederlanden waren verschiedentlich auch belgische Teams in der Ehrendivision vertreten.
| Klub                         | Anzahl der Spielzeiten | Erste Spielzeit | Letzte Spielzeit | Anzahl der Meisterschaften | Meisterjahre                                                                             |
| ---------------------------- | ---------------------- | --------------- | ---------------- | -------------------------- | ---------------------------------------------------------------------------------------- |
| Tilburg Trappers             | 55                     | 1945/46         | 2014/15          | 15                         | 1947, 1971, 1972, 1973, 1974, 1975, 1976, 1994, 1995, 1996, 2001, 2007, 2008, 2014, 2015 |
| Heerenveen Flyers            | 40                     | 1971/72         | 2014/15          | 7                          | 1977, 1978, 1979, 1980, 1981, 1982, 1983                                                 |
| Hijs Hokij Den Haag          | 38                     | 1945/46         | 2013/14          | 10                         | 1946, 1948, 1965, 1966, 1967, 1968, 1969, 2009, 2011, 2013                               |
| Eaters Geleen                | 38                     | 1969/70         | 2014/15          | 1                          | 2012                                                                                     |
| Nijmegen Devils              | 38                     | 1971/72         | 2010/11          | 9                          | 1984, 1988, 1993, 1997, 1998, 1999, 2000, 2006, 2010                                     |
| Amstel Tijgers Amsterdam     | 34                     | 1945/46         | 2009/10          | 6                          | 1950, 1985, 2002, 2003, 2004, 2005                                                       |
| S.IJ. Den Bosch              | 18                     | 1966/67         | 2000/01          | 1                          | 1970                                                                                     |
| Eindhoven Kemphanen          | 15                     | 1981/82         | 2014/15          | 0                          |                                                                                          |
| Utrecht Rheem Racers         | 14                     | 1971/72         | 2008/09          | 2                          | 1991, 1992                                                                               |
| GIJS Groningen               | 13                     | 1975/76         | 2009/10          | 1                          | 1986                                                                                     |
| Rotterdam Panda’s            | 9                      | 1986/87         | 1994/95          | 3                          | 1987, 1989, 1990                                                                         |
| HC Rotterdam                 | 5                      | 1964/65         | 1970/71          | 0                          |                                                                                          |
| Dordrecht Lions              | 5                      | 1993/94         | 2013/14          | 0                          |                                                                                          |
| HYC Herentals                | 3                      | 2011/12         | 2014/15          | 0                          |                                                                                          |
| Phantoms Deurne              | 3                      | 1996/97         | 1998/99          | 0                          |                                                                                          |
| IJHC Assen                   | 3                      | 1980/81         | 1993/94          | 0                          |                                                                                          |
| Amsterdam G’s                | 2                      | 2011/12         | 2012/13          | 0                          |                                                                                          |
| HC Hijs                      | 2                      | 1972/73         | 1973/74          | 0                          |                                                                                          |
| IJ.H.C. Deventer             | 2                      | 1964/65         | 1965/66          | 0                          |                                                                                          |
| DLJ Leeuwarden               | 1                      | 1981/82         | 1981/82          | 0                          |                                                                                          |
| Olympia Heist op den Berg    | 1                      | 1979/80         | 1979/80          | 0                          |                                                                                          |
| HC Leiden                    | 1                      | 1978/79         | 1978/79          | 0                          |                                                                                          |
| Olympia Nederhorst           | 1                      | 1978/79         | 1978/79          | 0                          |                                                                                          |
| Brussels Royal IHSC          | 1                      | 1971/72         | 1971/72          | 0                          |                                                                                          |
| Olympia Antwerpen            | 1                      | 1971/72         | 1971/72          | 0                          |                                                                                          |
| Cercle des Patineurs Liègois | 1                      | 1971/72         | 1971/72          | 0                          |                                                                                          |
| Hijs Hokij Den Haag II       | 1                      | 1947/48         | 1947/48          | 0                          |                                                                                          |

Stand: Saisonende 2014/15
Alle Klubs sind mit dem aktuellen Namen, bei aufgelösten Klubs mit dem letzten Namen, verzeichnet.